# Yukio Kasaya
Yukio Kasaya (n. 17 august 1943, Yoichi⁠(d), Prefectura Hokkaidō, Japonia – d. 23 aprilie 2024, Sapporo, Japonia) a fost un săritor cu schiurile ce a reprezentat Japonia, medaliat olimpic. A participat la o ediție a Jocurilor Olimpice (1972) în care a câștigat o medalie de aur.

## Participări
Lista de mai jos prezintă principalele competiții la care a participat Yukio Kasaya de-a lungul carierei.
- ski jumping at the 1972 Winter Olympics – normal hill individual[*]